# Осипов, Василий Алексеевич
Василий Алексеевич Осипов (20 января 1923, село Томилино, Томская губерния — 3 февраля 2002) — полный кавалер ордена Славы, гвардии старший сержант, стрелок-радист 136-го гвардейского штурмового авиаполка 1-й гв. штурмовой авиадивизии, 1-й ВА, 3-го Белорусского фронта.

## Биография
Родился 20 января 1923 года в селе Томилово ныне Болотинского района Новосибирской области в семье крестьянина. Русский. Член ВКП(б)/КПСС с 1968 года. Окончил 6 классов. Работал кочегаром на пароходе "Зайсан" Иртышского речного пароходства.
В Красной Армии с сентября 1942 года, направлен в школу воздушных десантников в Подмосковье, затем зачислен в 4-ю воздушнодесантную бригаду. На фронте с декабря 1942 года в составе воздушно-десантной бригады, несколько раз десантировался в тыл противника. Был тяжело ранен. После 6-месячного лечения направлен в школу воздушных стрелков. Был назначен в экипаж гвардии старшего лейтенанта Бориса Бучина, впоследствии Героя Советского Союза, в составе которого совершил более 150 боевых вылетов. За участие в освобождении Севастополя был награждён орденом Красной Звезды.
7 февраля 1945 года за мужество и героизм, проявленные в боях, гвардии сержант Осипов Василий Алексеевич награждён орденом Славы 3-й степени № 183135.
2 апреля 1945 года приказом по 1-й воздушной армии «За отличную боевую работу по разгрому противника в Восточной Пруссии и проявленную при этом храбрость…» Осипов награждён орденом Славы 2-й степени (№ 12721).
Гвардии старшина Осипов участвовал ещё в 26 боевых вылетах.
Указом Президиума Верховного Совета СССР от 15 мая 1946 года за мужество, отвагу и героизм, проявленные в борьбе с немецко-фашистскими захватчиками, гвардии старший сержант Осипов Василий Алексеевич награждён орденом Славы 1-й степени № 2673.
Демобилизовался в 1946 году, поселился в селе Харитоновка Симферопольского района Крыма, работал трактористом и уже в селе ему вручили нашедшую его награду.

## Награды
- орденом Ленина
- орден Отечественной войны I степени (11.03.1985)[2]
- Орден Красной Звезды(1.09.1944)[3]
- орден Славы I степени(15.05.1946)
- орден Славы II степени(2.04.1945)[4]
- орден Славы III степени (7.02.1945)[5]
  - медали, в том числе:
  - ««За взятие Кёнигсберга»» (1945)
  - «В ознаменование 100-летия со дня рождения Владимира Ильича Ленина» (6 апреля 1970)
  - «За победу над Германией в Великой Отечественной войне 1941—1945 гг.» (1945)[6]
  - «20 лет Победы в Великой Отечественной войне 1941—1945 гг.» (7 мая 1965[7])
  - «30 лет Победы в Великой Отечественной войне 1941—1945 гг.»[8]
  - Медаль «Сорок лет Победы в Великой Отечественной войне 1941—1945 гг.»[9]
  - Юбилейная медаль «50 лет Победы в Великой Отечественной войне 1941—1945 гг.»[10]
  - «Ветеран труда»
  - «30 лет Советской Армии и Флота»[11]
  - «40 лет Вооружённых Сил СССР»[12]
  - «50 лет Вооружённых Сил СССР» (26 декабря 1967[13])
  - «60 лет Вооружённых Сил СССР» (28 января 1978[14])
- Знак «25 лет победы в Великой Отечественной войне» (1970)

## Память
В музее боевой славы новоандреевской средней школы установлен его бюст. Участник Парада Победы 1990 года.